# Abe Nobuyuki
Abe Nobuyuki (阿部 信行 (A Bộ Tín Hành)  24 tháng 11 năm 1875 – 7 tháng 9 năm 1953) là một Đại tướng Lục quân Đế quốc Nhật Bản, Toàn quyền Triều Tiên, và là Thủ tướng Nhật Bản từ 30 tháng 8 năm 1939 đến 16 tháng 1 năm 1940.